# Heimet

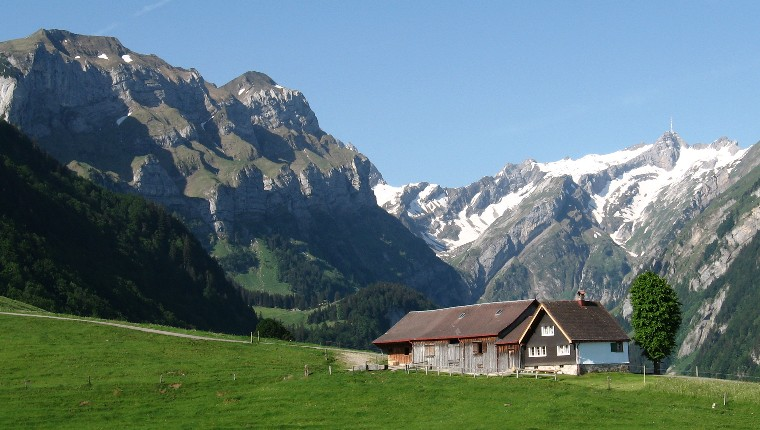
Typisch für ein Heimet sind die Streusiedlungen im Appenzellerland

Als Heimet (oft im Diminutiv: Heimetli, seltener: Heimen oder Bergheimen) bezeichnet man in der Schweiz ein kleines Bauerngut. Historisch oft auch als Wohnrecht für die Altbauern als sogenanntes Elternheimet.
Um so genannt zu werden, liegt ein Heimet typischerweise abseits und nicht in einem Dorfkern. Viele solche Höfe sind begehrte Objekte für Ferienhäuser oder liegen an derart unverbaubarer Lage ausserhalb der heutigen Bauzonen, in welchen Neubauten erlaubt sind, dass sie als Wohnhäuser fast unbezahlbar sind. 
Der Begriff ist nicht zu verwechseln mit der mundartlichen Variante des Wortes Heimat.